# Línea 3 (Urbanos de Aranjuez)
La línea 3 de la red de autobuses urbanos de Aranjuez une de forma circular la estación de tren con la Glorieta de la Música y la urbanización El Pino.

## Características
La línea circula exclusivamente por el término municipal de Aranjuez. Como bien se expresa en la numeración interna del CRTM, recibe el número 3013. El primer dígito corresponde a la línea, en este caso la línea 3. Y los últimos tres dígitos corresponden al municipio por el que circula, en este caso 013 corresponde al municipio de Aranjuez.
La línea mantiene los mismos horarios todo el año.
Está operada por AISA mediante la concesión administrativa URCM-013 - Urbano de Aranjuez (Urbanos Comunidad de Madrid) del Consorcio Regional de Transportes de Madrid.

## Horarios
| Lunes a viernes laborables |                           |                           |                           |                           |                           |                           |                           |                           |                           |                           |                           |                           |                           |                           |                           |                           |                           |                           |                           |                           |                           |                           |                           |                           |                           |                           |                           |                           |                           |                           |                           |                           |                           |                           |                           |                           |                           |                           |
| FF.CC. Aranjuez > El Pino  | FF.CC. Aranjuez > El Pino | FF.CC. Aranjuez > El Pino | FF.CC. Aranjuez > El Pino | FF.CC. Aranjuez > El Pino | FF.CC. Aranjuez > El Pino | FF.CC. Aranjuez > El Pino | FF.CC. Aranjuez > El Pino | FF.CC. Aranjuez > El Pino | FF.CC. Aranjuez > El Pino | FF.CC. Aranjuez > El Pino | FF.CC. Aranjuez > El Pino | FF.CC. Aranjuez > El Pino | FF.CC. Aranjuez > El Pino | FF.CC. Aranjuez > El Pino | FF.CC. Aranjuez > El Pino | FF.CC. Aranjuez > El Pino | FF.CC. Aranjuez > El Pino | FF.CC. Aranjuez > El Pino | El Pino > FF.CC. Aranjuez | El Pino > FF.CC. Aranjuez | El Pino > FF.CC. Aranjuez | El Pino > FF.CC. Aranjuez | El Pino > FF.CC. Aranjuez | El Pino > FF.CC. Aranjuez | El Pino > FF.CC. Aranjuez | El Pino > FF.CC. Aranjuez | El Pino > FF.CC. Aranjuez | El Pino > FF.CC. Aranjuez | El Pino > FF.CC. Aranjuez | El Pino > FF.CC. Aranjuez | El Pino > FF.CC. Aranjuez | El Pino > FF.CC. Aranjuez | El Pino > FF.CC. Aranjuez | El Pino > FF.CC. Aranjuez | El Pino > FF.CC. Aranjuez | El Pino > FF.CC. Aranjuez | El Pino > FF.CC. Aranjuez | El Pino > FF.CC. Aranjuez |
| 06                         | 07                        | 08                        | 09                        | 10                        | 11                        | 12                        | 13                        | 14                        | 15                        | 16                        | 17                        | 18                        | 19                        | 20                        | 21                        | 22                        | 23                        | 00                        | 05                        | 06                        | 07                        | 08                        | 09                        | 10                        | 11                        | 12                        | 13                        | 14                        | 15                        | 16                        | 17                        | 18                        | 19                        | 20                        | 21                        | 22                        | 23                        | 00                        |
| 20 40                      | 00 20 40                  | 00 20 40                  | 00 20 40                  | 00 20 40                  | 00 20 40                  | 00 20 40                  | 00 20 40                  | 00 20 40                  | 00 20 40                  | 00 20 40                  | 00 20 40                  | 00 20 40                  | 00 20 40                  | 00 20 40                  | 00 20 40                  | 00 20 40                  | 20 50                     | 15 45                     | 40                        | 00 20 40                  | 00 20 40                  | 00 20 40                  | 00 20 40                  | 00 20 40                  | 00 20 40                  | 00 20 40                  | 00 20 40                  | 00 20 40                  | 00 20 40                  | 00 20 40                  | 00 20 40                  | 00 20 40                  | 00 20 40                  | 00 20 40                  | 00 20 40                  | 00 20 40                  | 00 20 40                  | 10                        |
| Sábados laborables         |                           |                           |                           |                           |                           |                           |                           |                           |                           |                           |                           |                           |                           |                           |                           |                           |                           |                           |                           |                           |                           |                           |                           |                           |                           |                           |                           |                           |                           |                           |                           |                           |                           |                           |                           |                           |                           |                           |
| FF.CC. Aranjuez > El Pino  | FF.CC. Aranjuez > El Pino | FF.CC. Aranjuez > El Pino | FF.CC. Aranjuez > El Pino | FF.CC. Aranjuez > El Pino | FF.CC. Aranjuez > El Pino | FF.CC. Aranjuez > El Pino | FF.CC. Aranjuez > El Pino | FF.CC. Aranjuez > El Pino | FF.CC. Aranjuez > El Pino | FF.CC. Aranjuez > El Pino | FF.CC. Aranjuez > El Pino | FF.CC. Aranjuez > El Pino | FF.CC. Aranjuez > El Pino | FF.CC. Aranjuez > El Pino | FF.CC. Aranjuez > El Pino | FF.CC. Aranjuez > El Pino | FF.CC. Aranjuez > El Pino | FF.CC. Aranjuez > El Pino | El Pino > FF.CC. Aranjuez | El Pino > FF.CC. Aranjuez | El Pino > FF.CC. Aranjuez | El Pino > FF.CC. Aranjuez | El Pino > FF.CC. Aranjuez | El Pino > FF.CC. Aranjuez | El Pino > FF.CC. Aranjuez | El Pino > FF.CC. Aranjuez | El Pino > FF.CC. Aranjuez | El Pino > FF.CC. Aranjuez | El Pino > FF.CC. Aranjuez | El Pino > FF.CC. Aranjuez | El Pino > FF.CC. Aranjuez | El Pino > FF.CC. Aranjuez | El Pino > FF.CC. Aranjuez | El Pino > FF.CC. Aranjuez | El Pino > FF.CC. Aranjuez | El Pino > FF.CC. Aranjuez | El Pino > FF.CC. Aranjuez | El Pino > FF.CC. Aranjuez |
| 06                         | 07                        | 08                        | 09                        | 10                        | 11                        | 12                        | 13                        | 14                        | 15                        | 16                        | 17                        | 18                        | 19                        | 20                        | 21                        | 22                        | 23                        | 00                        | 05                        | 06                        | 07                        | 08                        | 09                        | 10                        | 11                        | 12                        | 13                        | 14                        | 15                        | 16                        | 17                        | 18                        | 19                        | 20                        | 21                        | 22                        | 23                        | 00                        |
| 45                         | 05 25 45                  | 05 20 45                  | 25                        | 05 45                     | 25                        | 05 45                     | 25                        | 05 45                     | 25                        | 05 45                     | 25                        | 05 45                     | 25                        | 05 45                     | 25                        | 05 45                     | 25                        | 10 40                     |                           | 25 45                     | 05 25 45                  | 05 25 40                  | 05 45                     | 25                        | 05 45                     | 25                        | 05 45                     | 25                        | 05 45                     | 25                        | 05 45                     | 25                        | 05 45                     | 25                        | 05 45                     | 25                        | 05 45                     | 30                        |
| Domingos y festivos        |                           |                           |                           |                           |                           |                           |                           |                           |                           |                           |                           |                           |                           |                           |                           |                           |                           |                           |                           |                           |                           |                           |                           |                           |                           |                           |                           |                           |                           |                           |                           |                           |                           |                           |                           |                           |                           |                           |
| FF.CC. Aranjuez > El Pino  | FF.CC. Aranjuez > El Pino | FF.CC. Aranjuez > El Pino | FF.CC. Aranjuez > El Pino | FF.CC. Aranjuez > El Pino | FF.CC. Aranjuez > El Pino | FF.CC. Aranjuez > El Pino | FF.CC. Aranjuez > El Pino | FF.CC. Aranjuez > El Pino | FF.CC. Aranjuez > El Pino | FF.CC. Aranjuez > El Pino | FF.CC. Aranjuez > El Pino | FF.CC. Aranjuez > El Pino | FF.CC. Aranjuez > El Pino | FF.CC. Aranjuez > El Pino | FF.CC. Aranjuez > El Pino | FF.CC. Aranjuez > El Pino | FF.CC. Aranjuez > El Pino | FF.CC. Aranjuez > El Pino | El Pino > FF.CC. Aranjuez | El Pino > FF.CC. Aranjuez | El Pino > FF.CC. Aranjuez | El Pino > FF.CC. Aranjuez | El Pino > FF.CC. Aranjuez | El Pino > FF.CC. Aranjuez | El Pino > FF.CC. Aranjuez | El Pino > FF.CC. Aranjuez | El Pino > FF.CC. Aranjuez | El Pino > FF.CC. Aranjuez | El Pino > FF.CC. Aranjuez | El Pino > FF.CC. Aranjuez | El Pino > FF.CC. Aranjuez | El Pino > FF.CC. Aranjuez | El Pino > FF.CC. Aranjuez | El Pino > FF.CC. Aranjuez | El Pino > FF.CC. Aranjuez | El Pino > FF.CC. Aranjuez | El Pino > FF.CC. Aranjuez | El Pino > FF.CC. Aranjuez |
| 06                         | 07                        | 08                        | 09                        | 10                        | 11                        | 12                        | 13                        | 14                        | 15                        | 16                        | 17                        | 18                        | 19                        | 20                        | 21                        | 22                        | 23                        | 00                        | 05                        | 06                        | 07                        | 08                        | 09                        | 10                        | 11                        | 12                        | 13                        | 14                        | 15                        | 16                        | 17                        | 18                        | 19                        | 20                        | 21                        | 22                        | 23                        | 00                        |
| 50                         | 30                        | 10 50                     | 30                        | 10 50                     | 30                        | 10 50                     | 30                        | 10 50                     | 30                        | 10 50                     | 30                        | 10 50                     | 30                        | 10 50                     | 30                        | 10 50                     | 30                        | 10 40                     |                           | 25                        | 10 50                     | 30                        | 10 50                     | 30                        | 10 50                     | 30                        | 10 50                     | 30                        | 10 50                     | 30                        | 10 50                     | 30                        | 10 50                     | 30                        | 10 50                     | 30                        | 10 50                     | 30                        |

## Recorrido y paradas
| Código                                                           | Zona | Localidad | Denominación de parada                      | Líneas de la parada | Cercanías |
| ---------------------------------------------------------------- | ---- | --------- | ------------------------------------------- | ------------------- | --------- |
| 09568                                                            |      | Aranjuez  | Estación - Est. Aranjuez                    | 1 2 3 4 5           | Aranjuez  |
| 09641                                                            |      | Aranjuez  | Escuadra - Pol. Ind. Pirelli                | 2 3 5               |           |
| 09570                                                            |      | Aranjuez  | Escuadra - Pol. Ind. Pirelli                | 2 3 5               |           |
| 09578                                                            |      | Aranjuez  | Cuesta Perdices - Santiago Rusiñol          | 2 3 5               |           |
| 17907                                                            |      | Aranjuez  | Santiago Rusiñol - Oropéndola               | 1 2 3 4             |           |
| 09572                                                            |      | Aranjuez  | Abastos - Florida                           | 1 2 3 4             |           |
| 16756                                                            |      | Aranjuez  | Florida - Magnolias                         | 2 3                 |           |
| 16757                                                            |      | Aranjuez  | P.º Deleite - Gta. Le Pecq                  | 3 5                 |           |
| 16760                                                            |      | Aranjuez  | Andrés Martínez - Plaza de Toros            | 3 5                 |           |
| 09627                                                            |      | Aranjuez  | Av. Plaza de Toros - C.º Cruces             | 3 5                 |           |
| 09628                                                            |      | Aranjuez  | Av. Plaza de Toros - Foso                   | 3                   |           |
| 09614                                                            |      | Aranjuez  | Foso - Nuestra Sra. Azucena                 | 3 5                 |           |
| 09630                                                            |      | Aranjuez  | Foso - San Pascual                          | 3 5                 |           |
| 09632                                                            |      | Aranjuez  | C.º Noblejas - Parque Pozo de la Nieve      | 2 3                 |           |
| 21379                                                            |      | Aranjuez  | Jesús - C.º Noblejas                        | 3                   |           |
| 21326                                                            |      | Aranjuez  | Jesús - Delicias                            | 3                   |           |
| 16765                                                            |      | Aranjuez  | Jesús - Santa Isabel                        | 2 3                 |           |
| 20629                                                            |      | Aranjuez  | Álvarez de Quindos - Moreras                | 3                   |           |
| 16102                                                            |      | Aranjuez  | Moreras - Augusto Moreno                    | 1 3                 |           |
| 16103                                                            |      | Aranjuez  | Alhambra de Granada - Instituto             | 3                   |           |
| 16105                                                            |      | Aranjuez  | Av. Artes - Mudéjar de Aragón               | 3                   |           |
| La hora de paso programada de vuelta se cumple desde esta parada |      |           |                                             |                     |           |
| 16766                                                            |      | Aranjuez  | Música - Gta. Música                        | 3                   |           |
| 16106                                                            |      | Aranjuez  | Av. Artes - Flores                          | 3                   |           |
| 16107                                                            |      | Aranjuez  | Av. Artes - Cruz                            | 3                   |           |
| 21378                                                            |      | Aranjuez  | C.º Noblejas - San Nicolás                  | 3                   |           |
| 09635                                                            |      | Aranjuez  | C.º Noblejas - Pza. Nueva                   | 3                   |           |
| 09633                                                            |      | Aranjuez  | C.º Noblejas - Parque Pozo de la Nieve      | 3                   |           |
| 09631                                                            |      | Aranjuez  | Virgen de las Nieves - C.º Noblejas         | 3                   |           |
| 09629                                                            |      | Aranjuez  | Av. Plaza de Toros - Foso                   | 3 5                 |           |
| 09626                                                            |      | Aranjuez  | Av. Plaza de Toros - Concha                 | 3 5                 |           |
| 16759                                                            |      | Aranjuez  | Cap. Angosto G. Castrillón - Plaza de Toros | 3 5                 |           |
| 16758                                                            |      | Aranjuez  | Ctra. Andalucía - Av. Plaza de Toros        | 3                   |           |
| 16755                                                            |      | Aranjuez  | Ctra. Andalucía - Rosa                      | 3                   |           |
| 16753                                                            |      | Aranjuez  | Ctra. Andalucía - Mercado de Abastos        | 3                   |           |
| 09573                                                            |      | Aranjuez  | Gobernador - Valeras                        | 1 2 3 4             |           |
| 09579                                                            |      | Aranjuez  | Santiago Rusiñol - Colegio                  | 3                   |           |
| 09639                                                            |      | Aranjuez  | Cuesta Perdices - Santiago Rusiñol          | 2 3 5               |           |
| 09569                                                            |      | Aranjuez  | Escuadra - Pol. Ind. Pirelli                | 2 3 5               |           |
| 09642                                                            |      | Aranjuez  | Escuadra - Pol. Ind. Pirelli                | 2 3 5               |           |
| 09568                                                            |      | Aranjuez  | Estación - Est. Aranjuez                    | 1 2 3 4 5           | Aranjuez  |